# Yuliia Shuliar
Yuliia Pavlivna Shuliar (en ukrainien : Шуляр Юлія Павлівна), née le 12 août 1997 à Jytomyr, est une athlète handisport ukrainienne concourant en T20 pour les athlètes ayant un handicap mental. Elle est championne d'Europe du 400 m en 2021.

## Carrière
Pour ses premiers Jeux en 2021, Shuliar remporte la médaille d'argent du 400 m en 55 s 19 derrière l'Américaine Breanna Clark.

## Palmarès

### Jeux paralympiques
- Jeux paralympiques d'été de 2020 à Tokyo :
  -  400 m T20

### Championnats du monde
- Championnats du monde 2019 à Dubaï :
  -  400 m T20